# Dopage
Pour l’article homonyme, voir Dopage (homonymie).

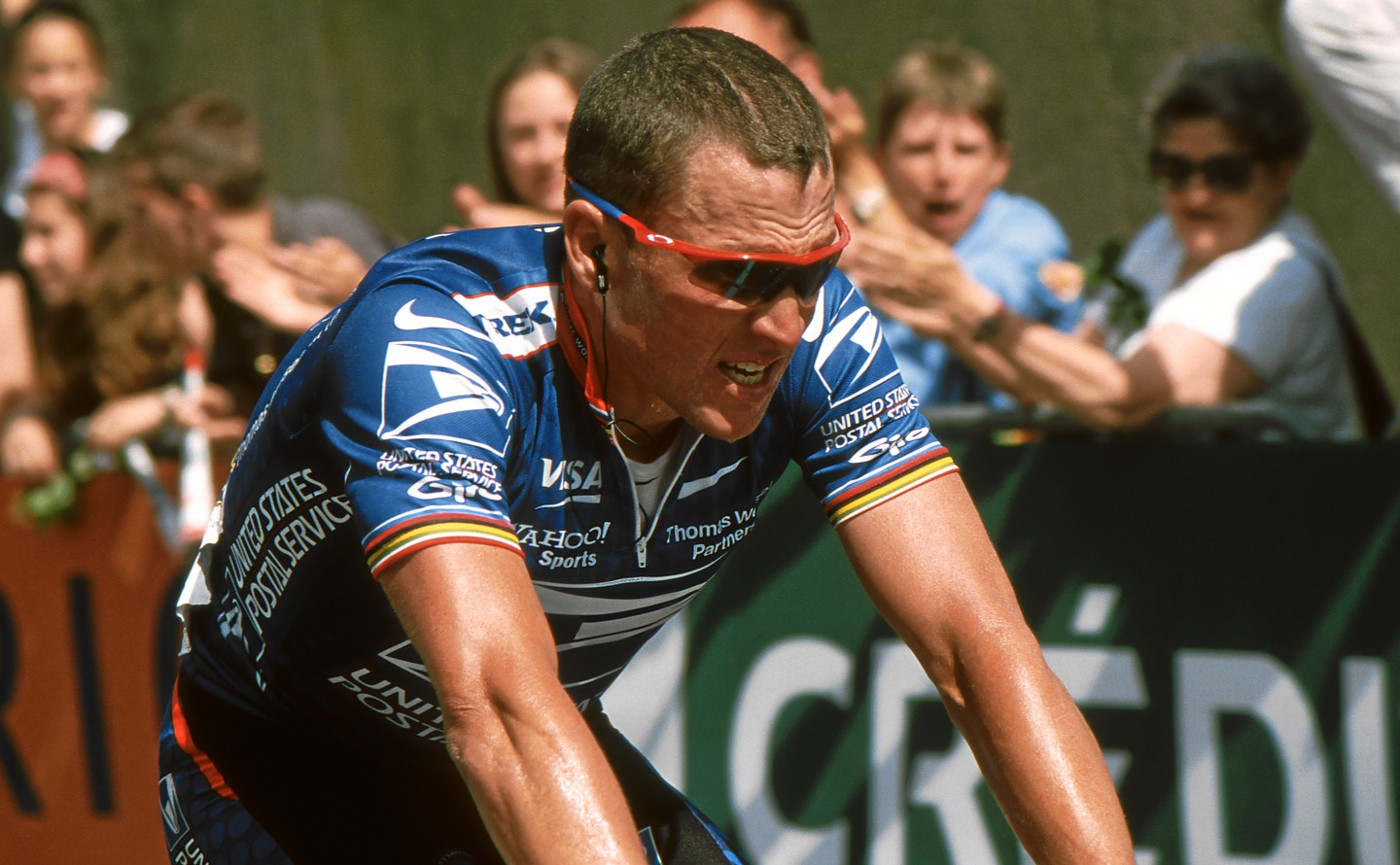
Le cycliste américain Lance Armstrong en 2002.

En sport, le dopage est la pratique consistant à absorber des substances chimiques, à utiliser des actes médicaux définis par des organismes ad hoc ou à modifier des outils en lien avec une pratique sportive afin d'augmenter ses performances.
Phénomène ancien, le dopage s'est développé au cours du XXe siècle du fait de la course aux records permanente, et sous la pression d'enjeux financiers de plus en plus importants dans le sport professionnel. Sur la même période, les avancées scientifiques, particulièrement en matière de médecine sportive, ont complexifié cette pratique. Avec le travail notamment de l'Agence mondiale antidopage et à partir des années 1950, la pratique du dopage devient largement assimilée à une forme de tricherie et les risques pour la santé des athlètes sont mis en avant.
Face au nombre de fraudes, la France interdit le dopage dans les compétitions dès 1965, puis, en 1999, l'Agence mondiale antidopage est créée afin de coordonner la lutte contre le dopage au niveau mondial.

## Historique du dopage

### Dans l'Antiquité
Le dopage est une pratique ancienne, qui semble être née en même temps que les premières compétitions sportives. Dans les Jeux olympiques antiques, l'alcool était prohibé. Un juge placé à l'entrée des stades reniflait l'haleine des compétiteurs.
Cependant, les sportifs grecs et romains utilisent des compléments alimentaires, des stimulants, des hallucinogènes et parfois des extraits de testicules d'animaux pour gagner un avantage compétitif.

### Acceptation générale du dopage jusqu'à la guerre froide
Le premier cas moderne avéré remonte à 1865 : des nageurs à Amsterdam. À la même époque, le vin Mariani est conseillé aux sportifs. Il est « aromatisé » avec des feuilles de coca. Le premier mort à cause du dopage serait Arthur Linton, en 1896.
Au début du XXe siècle, les médecins prescrivent « ouvertement des stimulants aux sportifs : phosphore, alcool, arsenic, morphine, association de strychnine et de camphre, ou préparations enrichies en protéines ». Les ultracyclistes et pédestriens (en) prennent des stimulants et ne s'en cachent pas, sauf quelques entraîneurs voulant conserver secrète la composition de leurs cocktails dopants. Dans le cyclisme, il est commun entre 1850 et 1950 de prendre des produits stimulants ou anti-douleurs pour augmenter les performances. Ces produits n'augmentent pas les capacités physiques des athlètes, leur permettant seulement d'atteindre leurs limites ; après les années 1960, la recherche commence à s'intéresser à comment augmenter leurs limites physiques.

### Professionnalisation du dopage
Les Jeux olympiques d'été de 1952 catalysent le dopage en haltérophilie en particulier, après sept médailles soviétiques. L'entraîneur américain Bob Hoffman dit à l'Associated Press savoir que les soviétiques utilisent des hormones pour gagner en force, et aux championnats du monde de 1954, le médecin de l'équipe John Ziegler (en) et lui confirment que les soviétiques prennent de la testostérone. À son retour aux États-Unis, Ziegler commence à travailler au développement de la méthandrosténolone avec le soutien de l'entreprise pharmaceutique Ciba. Les stéroïdes anabolisants permettent aux Américains de rattraper les Soviétiques et la pratique devient très répandue au niveau mondial dans la discipline. Il s'agit de la première substance synthétique créée et distribuée spécifiquement pour la performance sportive.
Les médecins s’intéressent à la fois à l'amélioration des performances et à la protection des athlètes. Quand les Jeux olympiques d'été de 1968 sont attribués à Mexico, la recherche pharmaceutique se demande comment éviter les blessures chez les athlètes n'ayant pas l'habitude de pratiquer la compétition en altitude. L'autotransfusion est une solution possible, menant à des progrès énormes sur les épreuves en altitude jusqu'à son interdiction par le CIO en 1984. La recherche est publique et ne fait pas l'objet d'une couverture médiatique ou scientifique négative : jusqu'au début des années 1970, il est tout à fait acceptable de parler de produits dopants pour la compétition, voire de conseiller publiquement d'en prendre ou de discuter leurs mérites respectifs ouvertement.
Sur l'épreuve d'athlétisme du 100 mètres, dans les années 1960, les performances connaissent un bond avant de se stabiliser dans les années 1970-1980. Mais les performances redécollent à partir des années 1980, soit au moment où l'EPO et de nouvelles hormones, anabolisants et produits masquant indétectables sont mis sur le marché.

### Le dopage comme problème à combattre
Le décès de Knud Enemark Jensen aux Jeux olympiques d'été de 1960 est attribué à une overdose de pyridylcarbinol (en) mélangé à des amphétamines, poussant le CIO à considérer le dopage comme une trahison de l'esprit olympique et à réaffirmer les limites sur le sport professionnel. Avery Brundage met en place le premier comité médical du CIO sur les questions de dopage. En 1967, Tommy Simpson meurt sur le Tour de France dans des circonstances similaires. Cela commence à marquer un tournant, allant de la crainte de la professionnalisation au combat contre le dopage comme question première du sport de haut niveau : la pureté morale du sport devient un enjeu majeur.
À la suite du décès de Jensen, la fédération internationale de cyclisme effectue des contrôles officieux sur les cyclistes sélectionnés aux Jeux de Tokyo en 1964 ; cette décision vient de deux colloques à Uriage-les-Bains et Madrid en 1963. À Mexico, lors des Jeux olympiques d'été de 1968, le CIO officialise les contrôles antidopage et oblige les femmes à se soumettre à des tests de féminité. Pour éviter les contrôles positifs aux JO de Montréal, les Soviétiques installent sur le Saint-Laurent un bateau laboratoire, dont l'objectif était de vérifier les échantillons d'urine des sportifs soviétiques avant de les engager dans les compétitions. Il faudra attendre 1989 pour que le CIO mette en place les contrôles inopinés.
Après la chute du mur de Berlin et l'ouverture des archives de la Stasi un vaste programme de dopage des sportifs de la RDA a été mis en évidence. Les injections de testostérone et d'anabolisants étaient pratique courante, voire systématique, y compris chez des enfants. Une étude universitaire publiée en août 2013[réf. nécessaire] rend également compte du dopage en Allemagne de l'Ouest dans les années 1970 afin de battre sa voisine de l'Est, constat pourtant rejeté par les responsables politiques et sportifs de l'époque encore vivants, déclarant pour leur part qu'il s'agissait seulement de « recherche sur le dopage à la demande du gouvernement ».

#### Stéroïdes anabolisants
Les premières inquiétudes sur le dopage par les stéroïdes anabolisants ne viennent pas du sport mais de l'armée : la rumeur veut, pendant la Seconde guerre mondiale, que les militaires de la Schutzstaffel prennent ces produits pour devenir des super-soldats. Après la guerre, l'Europe et l'Amérique du Nord accusent le bloc communiste d'envoyer des hommes et femmes bourrés de testostérone aux Jeux olympiques, à juste titre. La prise de testostérone est qualifiée par les commentateurs américains de dangereuse parce qu'elle remet en question la famille traditionnelle.
Les femmes sportives de haut niveau représentant le bloc de l'Est et notamment l'URSS sont accusées de prendre de la testostérone pour augmenter leurs capacités voire d'être des hommes déguisés, notamment après avoir écrasé la concurrence aux Jeux olympiques d'été de 1952 : c'est par exemple le cas dans la polémique des sœurs Press. Ces rumeurs sont alimentées par la guerre froide et il est possible qu'elles viennent surtout, dans un premier temps, de la propagande anti-soviétique de l'époque dans un climat géopolitique tendu, alors que les produits dopants et les stéroïdes ne sont pas encore interdits en 1952.
Tom Waddell affirme qu'environ un tiers des athlètes présents à un camp d'entraînement pré-olympique au lac Tahoe en 1968 utilisent des stéroïdes, alors impossibles à déceler.
En 1977, le médecin des sports Manfred Höppner écrit dans un rapport pour la Stasi des prédictions d'améliorations des performances sportives en Allemagne de l'Est à l'aide des stéroïdes anabolisant, dont il dit qu'ils sont utilisés dans tous les sports olympiques sauf la voile et la gymnastique féminine, et par toutes les équipes nationales. Dans les deux années qui suivent, les gymnastes femmes, pour la plupart encore mineures, sont également traitée sous mestanolone.

### Affaire Ben Johnson
L'affaire de dopage de Ben Johnson aux Jeux olympiques d'été de 1988 marque les esprits et semble crisalliser des problèmes au cœur du sport de haut niveau. La réponse officielle au scandale est l'ordre du gouvernement canadien le 5 octobre 1988 de lancer une enquête sur le dopage chez les athlètes canadiens : en 1990, la commission Dubin rend son rapport. En parallèle, l'opinion publique, des chercheurs et des journalistes s'emparent du sujet, ce qui fait monter le dopage dans le débat public du monde occidental. Le scandale se démarque par un jugement unanime et très rapide et des sanctions très lourdes.
La lutte contre le dopage est parfois qualifiée de partie intégrante de la War on Drugs, en particulier les ouvrages sur le sujet publiés au début des années 1990 juste après le scandale Ben Johnson.

### Affaire Festina et création de l'agence mondiale antidopage
En 1996, la fédération internationale d'haltérophilie annule tous les records du monde en changeant les catégories de poids, car il était avéré qu'ils avaient tous été obtenus par dopage.
En 1998, trois affaires font à nouveau passer le dopage dans le débat public. Une trentaine de nageurs chinois furent contrôlés positifs par la découverte, le 8 janvier 1998, par les douanes australiennes, de somatotropine (hormone de croissance indétectable) dans les bagages de la nageuse Yuan Yuan. Yuan Yuan et Zhou Zhewen sont condamnés à des suspensions de 4 et 15 ans respectivement.
Un scandale (affaire Festina) éclabousse le Tour de France. Le soigneur de l'équipe cycliste Festina Willy Voet, à laquelle appartient Richard Virenque est interpellé à la frontière en possession de 500 doses de produits dopants et stupéfiants dont 235 ampoules d'EPO. Bruno Roussel, directeur sportif de l'équipe, avoue l'existence d'une « gestion concertée de l'approvisionnement des coureurs en produits dopants ». Le grand public découvre alors l'étendue de ces pratiques dopantes. Dans la publication des recherches (2000) menées sur les échantillons d'urine congelés des coureurs du Tour de France 1998, le laboratoire national de dépistage du dopage estime qu'« il est hautement vraisemblable que nous pourrions retrouver les traces d'une prise d'EPO sur un nombre élevé des 102 échantillons, peut-être même sur tous ». À la suite de cette affaire, les contrôles sont renforcés et la France se dote d'une loi antidopage plus contraignante[réf. nécessaire]. Le président du Comité international olympique Juan Antonio Samaranch affirme dans El Mundo que la liste de produits dopants devrait être drastiquement réduite, estimant que les seuls produits dopants qui devraient être interdits sont ceux qui nuisent à la santé du sportif. Après 25 ans de contrôles de plus en plus sévère, cette affirmation est un choc pour l'opinion publique et n'est pas suivie d'actions allant dans ce sens.
En février 1999, le CIO organise une conférence mondiale sur le dopage sportif à Lausanne, tandis que les procès des dirigeants de l'équipe Festina sont jugés en 2000. Le CIO finit par soutenir la création de l'Agence mondiale antidopage et lui donne des pouvoirs très larges.
En mars 2003, 65 fédérations sportives et 73 gouvernements se réunissent pour approuver le Code mondial antidopage, qui établit entre autres la création de tests antidopage au hasard pour tous les athlètes olympiques ou professionnels. Il oblige aussi tout pays voulant participer aux Jeux olympiques de 2006 à passer des lois anti-dopages au niveau national. En août 2005, le code est reconnu par 175 pays et toutes les organisations olympiques et anti-dopage nationales.
En septembre 2003, l'agence mondiale antidopage annonce sa nouvelle liste de produits dopants, très similaire à l'ancienne liste du CIO. Les différences principales sont le retrait de la caféine et de la pseudoéphédrine, utilisée dans les médicaments contre le rhume, ainsi que l'ajout de la corticostérone en application locale ou par inhalation, tandis que le cannabis reste sur la liste malgré l'absence de preuves de son potentiel dopant.

### Conservation des résultats
Plusieurs affaires de dopage suivront notamment en Italie avec le Blitz du Giro 2001, le procès de la Juventus, le procès du docteur Michele Ferrari (conseiller médical et ami de Lance Armstrong) ou l'affaire des veuves du Calcio et aux États-Unis avec l'affaire Balco (voir Tim Montgomery).
Aux États-Unis, à la suite de l'affaire de blanchiment de contrôles positifs par la Fédération américaine d'athlétisme révélée par le cas de Jerome Young en 2003, le Comité olympique américain (USOC) a reconnu que, depuis les années 1980, 24 athlètes, ont gagné des médailles olympiques après un contrôle positif laissé sans suite, dont de très grands noms comme Carl Lewis. Il faut y ajouter les neuf contrôles positifs mystérieusement disparus lors des Jeux olympiques d'été de 1984 à Los Angeles.[réf. nécessaire]
En 2005, le journal L'Équipe, se basant sur des tests urinaires du laboratoire de Châtenay-Malabry, accuse Lance Armstrong d'avoir pris de l'EPO en 1999.
Associé aux contrôles inopinés, le suivi longitudinal des sportifs semblait être l'arme la plus efficace pour lutter contre le dopage et ses pratiques masquantes, puisqu'il permet non plus de détecter les produits dopants, mais une modification anormale de la physiologie du sportif.
À noter que plusieurs sportifs affirment avoir été dopés à leur insu ; le centre de recherche de prévention du dopage de Cologne met en garde contre la présence de produits dopants dans des préparations dénommées compléments alimentaires où on peut retrouver de l'ephedra sinica, de la sibutramine ou de la méthylhexanamine, parfois des stéroïdes anabolisants (stanazolole, oxandrolone, etc.) dans des tablettes de vitamine C. Il est fortement conseillé de ne pas se fier à l'étiquetage et de se renseigner auprès de centres de référence,,,.

### Affaire du dopage russe
En 2016, un rapport de l'AMA, publié en deux parties, le 18 juillet et le 9 décembre, révèle l'existence d'un véritable dopage d'état en Russie. Selon le rapport, avant, durant et après les Jeux olympiques de Sotchi (en 2014), les Russes auraient mis en place un système d'échange, d'escamotage et de manipulation frauduleuse d'échantillons positifs et de données qui se serait également étendu à toutes les grandes compétitions internationales tenues entre 2011 et 2015, sans qu'il soit possible de savoir « jusqu'où et depuis quand remonte cette conspiration ». À la suite de ces révélations l'AMA « appelle le mouvement sportif à empêcher la participation des athlètes russes aux compétitions internationales, y compris les JO de Rio, tant que (la Russie) n'aura pas réalisé un "changement de culture" »,,.
Grigory Rodchenkov, déjà à l'origine des révélations de Sotchi, a avoué dans son livre The Rodchenkov Affaire : How I Brought Down Russia's Secret Doping Empire avoir « sciemment fraudé les autorités antidopage mondiales pendant plus de dix ans, à la fois pour la plus grande gloire des athlètes russes et aussi pour satisfaire les bureaucrates du sport déterminés à perpétuer le succès sportif de la Russie ».

### Historique de la prévention du dopage
C’est dans les années 50 que la genèse de la prévention du dopage dans le sport se situe. La santé des sportifs et l’éthique du sport sont les deux principes essentiels sur lesquels la prévention repose. A cette période déjà, le dopage est analysé par certains comme “un problème éducatif et humain qui met en cause l’ordre social tout entier” et de ce fait, ne doit pas être réduit au seul domaine sportif.
En 1963, un appel solennel contre le dopage est porté par le Comité d’éducation extra-scolaire du Conseil de l’Europe à Madrid, et ce pour conserver notamment la santé des jeunes sportifs.Un an plus tard, les participants au Séminaire international sur le dopage, organisé par l’UNESCO et se déroulant en Belgique, reprennent cet appel. La nécessité de prohiber le dopage est reprise par de multiples réunions internationales qui insistent également sur l’impérativité de le prévenir en priorité auprès du jeune public sportif.
Dans les années 60, des actions de prévention sont introduites dans divers pays mais elles ne répondent à aucun objectif concret si ce n’est de diminuer de 15% en une année, la proportion de sportifs ayant recours à ce type de substances.
Le principe de prévention en France doit son existence à la loi Buffet de 1999. Cette loi vient consacrer la mise en place du Conseil de Prévention de Lutte contre le Dopage, qui vient remplacer la Commission nationale de lutte contre le dopage. Cette dernière avait été créée par loi Bambuck de 1989. Ses missions consistaient à assurer une égalité en termes de contrôles à l’égard de toutes les disciplines et de proposer des sanctions contre les manquements de la fédération compétente, sur saisine du Ministre. Néanmoins, ses activités ne se sont jamais réellement tournées vers la prévention,  d’autant plus qu’elle n’a finalement jamais été saisie.
C’est pour ces raisons que la loi Buffet a été adoptée. Mais cette loi n’a pas fait preuve d’efficacité en matière de prévention bien qu’elle ait offert un cadre aux activités de contrôle du dopage et de sanctions. Ensuite, cette loi a tout de même contribué à mettre en place des outils à destination des sportifs, amateurs et professionnels pour les sensibiliser à la question du dopage. Ces dispositifs ont fait l’objet d’une enquête en date du 15 mars et du 30 avril 2004 menée par le ministère des sports et en collaboration avec le Comité national olympique et sportif français, le Conseil de prévention et de lutte contre le dopage et la Mission interministérielle de lutte contre la drogue et la toxicomanie.
Son but était d’analyser les outils de prévention du dopage qui sont utilisés sur le territoire français. 71 outils ont fait l’objet d’une évaluation sur 186 outils existants et ce qui en est ressorti est que, bien qu’ils soient pour la plupart analysés comme étant de bonne qualité, une partie importante d’entre eux n’ont pas été efficaces. La raison, une diffusion pas forcément appropriée et un manque de coordination conséquent.
C’est en conséquence à cette critique que l’article premier du projet de loi 2006 a donné au ministère des sports la tâche d’harmoniser la stratégie de prévention du dopage. Ainsi, il est prévu en son sein une formation à la prévention du dopage dispensée aux médecins du sport, aux enseignants, aux personnels engagés dans l’animation et l'entraînement, des antennes médicales de lutte contre le dopage agréées par arrêté conjoint du ministre chargé de la santé et du ministre chargé des sports.
Le processus de coordination internationale des réglementations de la lutte anti-dopage est à rapprocher de l’histoire ci-dessus. L’éducation est inscrite dans le code de l’AMA dès l’année 2004 mais ce n’est que structurellement que les évolutions se font en termes de prévention. La loi du 5 avril 2006 relative à la lutte contre le dopage et à la protection de la santé des sportifs, dite loi Lamour a été promulguée en France, peu de temps après l’adoption de la convention internationale contre le dopage dans le sport de l’UNESCO le 19 octobre 2005. Cette convention a permis l’ajustement de la législation nationale des pays sur le code mondial antidopage de l’AMA.
La loi dite Lamour rend officielle la création de l’Agence française de lutte contre le dopage, en tant qu’Organisation nationale antidopage. L’instance est attendue par l’AMA à l’échelle nationale dès l’entrée en vigueur de son premier code en 2004. Succède alors au Conseil de prévention et de lutte contre le dopage, l’Agence française de lutte contre le dopage et « la loi Lamour (2006) confie à un bureau du ministère en charge des sports la compétence de coordonner la prévention ».
Ainsi, les actions de prévention concernent aussi bien les sportifs que leur entourage, et toutes les personnes qui sont susceptibles d’avoir recours à de tels produits pour des questions de performance. Pour être véritablement efficaces, des discussions portant sur les aménagements tant organisationnels que structurels doivent accompagner ces actions.
Plusieurs acteurs interviennent dans ce mécanisme de prévention.
Tout d’abord,  “Le ministre chargé des sports, en liaison avec les autres ministres et organismes intéressés, engage et coordonne les actions de prévention, de surveillance médicale, de recherche et d'éducation mises en œuvre avec le concours, notamment, de l'Agence nationale du sport, des fédérations sportives et des ligues professionnelles, pour assurer la protection de la santé des sportifs et lutter contre le dopage” en vertu de l’article L1230-1 du code du sport.
C’est ensuite aux fédérations sportives à qui revient ce rôle de prévention. Chaque fédération a dû désigner un référent technique, et si possible, un référent élu “prévention du dopage” dans l’objectif d’établir une politique fédérale de prévention du dopage (article L231-5 du code du sport).
Les antennes médicales de prévention du dopage doivent “mettre en place un dispositif de consultations spécialisées ouvert aux sportifs qui utilisent des substances ou méthodes dopantes ou qui sont susceptibles d'en faire usage et leur proposer, le cas échéant, un suivi médical ou médico-psychologique, mettre en place des actions de prévention du dopage à destination des sportifs, apporter une aide méthodologique aux porteurs d'actions de prévention” (article D232-2 du code du sport).
Enfin, l’Agence Française de Lutte contre le Dopage est chargée de coordonner les actions engagées dans le cadre du programme d’éducation mentionné à l’article L232-5 du code du sport.

## Arguments contre le dopage

### Esprit sportif
Le dopage est communément associé à de la triche. Il s'oppose aux valeurs de fair-play, d'égalité et d'esprit sportif. Il est vu comme une négation des efforts fournis antérieurement et une fausse performance, qui ne reflète pas le niveau réel de la personne. Il est aussi perçu comme une violation du principe d'égalité, où tout le monde doit avoir les mêmes chances.

### Santé des athlètes
Certaines substances dopantes mettent en danger la santé du dopé,. La mort de Tom Simpson est un exemple de dopage ayant tué la personne qui le pratique. Il s'agit d'un argument souvent mobilisé par les sportifs comme par le grand public, et cité comme principal obstacle au dopage par des sportifs, au-delà du côté moral.
Les stéroïdes anabolisants sont dangereux pour les enfants prépubères et ont des effets négatifs sur la reproduction féminine mais n'ont pas de conséquences graves sur le corps des adultes s'ils sont pris correctement, sous forme d'injection huileuse. Or, pour échapper aux contrôles antidopage, les sportifs prennent cette substance sous forme orale aqueuse, ce qui peut créer des graves problèmes aux reins et au foie. Au lieu d'arrêter de se doper, les athlètes peuvent donc prendre des substances bien plus dangereuses, mais moins traçables en contrôle : c'est ce qui mène à la mort de l'heptathlète ouest-allemande Birgit Dressel en avril 1987.
Plusieurs coureurs cyclistes qui ont avoué avoir pris de l'EPO, ont raconté que leurs soigneurs les réveillaient la nuit pour leur faire faire de l'exercice. L'objectif est d'éviter un arrêt cardiaque à cause d'un effet secondaire du produit dopant. En effet, l'amélioration de l'oxygénation des muscles s'obtient grâce à une augmentation du nombre des globules rouges, ce qui épaissit le sang. Quand le cœur, au repos, ralentit, le sang devient de moins en moins fluide, et peut arrêter le cœur. Cela entraîne la fatigue du sportif, et une prise de produits dopant pour l'effacer.
Dans son ouvrage le dopage en question, Jean-François Bourg indique que l'espérance de vie d'un joueur professionnel de football américain ne dépassait pas 55 ans dans les années 1990. Selon le docteur Jean-Pierre de Mondenard, qui a étudié les dossiers médicaux des participants du Tour de France depuis 1947, pour les coureurs le risque de décès cardiaque avant 45 ans est cinq fois supérieur à la moyenne.

### Interdiction
De nombreux sportifs, quand on leur demande pourquoi ils ne se dopent pas, ont pour première réponse le fait que ce soit interdit.

## Motivations au dopage

### Esthétisme et mode de vie
La prise de substance peut être justifiée par un désir de vouloir se conformer aux standards émis par la société quant au physique des athlètes. Il pourrait s’agir d’un entraîneur qui propose à un athlète d’aller chercher de la médication prescrite par un médecin pour perdre ou prendre de la masse rapidement. Certains sportifs se dopent pour se conformer aux habitudes de leur secteur, « lorsque l’enjeu n’est parfois qu’une place en équipe réserve ou une silhouette plus avantageuse. » Ce comportement s’explique sur le plan sociologique par le désir de vouloir atteindre les normes pour certains critères d’une discipline. Certains considèrent que les substances sont un rite de passage ou une action nécessaire à la continuité de leur performance afin de rester au sommet de leur forme physique.

### Circuits compétitifs plus exigeants
La motivation principale de nombreux sportifs à se doper est la perspective de la fin de contrat voire de carrière. Là où l'intérêt financier des équipes les pousse à donner plus de visibilité aux sponsors, notamment avec des circuits d'épreuves de plus en plus longs et aux épreuves plus rapprochées, les corps des sportifs ne tiennent pas forcément la charge, les forçant à recourir au dopage pour rester compétitifs toute la saison,, dans un contexte de forte précarité de leur carrière. Or, le dopage est considéré comme une faute morale individuelle et les efforts de prévention se tournent sur l'éthique plutôt que sur les conditions de production des performances.

### Continuité des performances
Pascal Duret estime que le dopage est en partie expliqué par la pression des spectateurs, qui ne comprendraient pas une chute durable et remarquable des performances après des dizaines d'années de dépassement des records.

### Dopage d'État
Le dopage d'État naît avec la guerre froide et le concept de sport de haut niveau.
Les Jeux olympiques d'été de 1952 catalysent le dopage en haltérophilie en particulier, après sept médailles soviétiques. L'entraîneur américain Bob Hoffman dit à l'Associated Press savoir que les soviétiques utilisent des hormones pour gagner en force, et aux championnats du monde de 1954, le médecin de l'équipe John Ziegler et lui confirment que les soviétiques prennent de la testostérone. À son retour aux États-Unis, Ziegler commence à travailler au développement de la méthandrosténolone avec le soutien de l'entreprise pharmaceutique Ciba. Les stéroïdes anabolisants permettent aux Américains de rattraper les soviétiques et la pratique devient très répandue au niveau mondial dans la discipline.
En 1948, Walter Ulbricht décide d'utiliser le sport comme outil géopolitique en faveur de la République démocratique allemande et lance un grand programme de dopage d'État, sur la base du système soviétique. Les Soviétiques continuent à développer leur système dans les années 1960.

### Ignorance des sportifs
De nombreux athlètes affirment avoir été dopés à leur insu. Cette défense est peu crédible, étant donné la connaissance qu'ils ont de leur corps et leur expertise en termes d'entraînement. L’utilisation des stéroïdes anabolisant, par exemple, change suffisamment la morphologie pour que n'importe quel sportif habitué à son corps s'en rende rapidement compte, même à basses doses. L'ignorance n'est cependant pas forcément un mensonge : un sportif peut s'administrer un médicament à visée thérapeutique, à court terme, sans savoir que celui-ci est dopant. Les personnes interrogées au sujet du dopage, alors qu'elles sont sportives de haut niveau, montrent une méconnaissance surprenante des règles et des modalités de contrôle.
Ils n'ont cependant pas forcément le choix de ne pas se doper, en particulier dans le cadre d'un programme de dopage d'État : un athlète refusant de se doper sera certainement exclu de l'équipe nationale.

## Objectifs du dopage, produits et techniques
Les pratiques dopantes sont généralement complémentaires et associées les unes aux autres augmentant par la même occasion les risques et les inconnues quant aux effets à long terme du dopage sur la santé.
Les connaissances quant aux effets dopants sont essentiellement empiriques et les études scientifiques restent rares à ce sujet.

### Taille et poids
Les hormones de croissance permettent de jouer sur la morphologie du sportif dans les disciplines où la taille est déterminante (par exemple : basket-ball, volley-ball et natation). En RDA l'hormone de croissance était administrée très tôt dans la formation du sportif (à l'âge de 14 ans dans le cas de Petra Schneider, médaillée d'or du 400 m 4 nages en 1980).*
Les diurétiques permettent de perdre rapidement du poids par l'urine. Cela est très utile dans les sports où rentrent en compte les catégories de poids comme la boxe ou lorsque celui-ci est un handicap (aviron, équitation). Les diurétiques sont également de très bons masquants : ils permettent de diminuer la concentration des produits dopants détectés dans les urines. Mais leur usage n'est pas sans risque : problèmes cardiaques, rénaux, déshydratation, crampes…

### Force et puissance musculaire
L'intérêt d'une masse musculaire plus importante semble évident : la puissance du sportif sera plus grande, ainsi que dans une certaine mesure sa résistance à l'effort.
Familles de produits permettant d'augmenter la masse musculaire :
- les stéroïdes anabolisants (exemple : la THG (tétrahydrogestrinone) produite par le laboratoire Balco) ;
- la créatine n'a aucun effet anabolisant ; elle n'est pas considérée comme un produit dopant, elle n'est pas interdite par les fédérations sportives, et est en vente libre dans les principaux pays européens, ainsi qu'aux États-Unis. Elle augmente la force musculaire de manière temporaire ; elle n'est pas stockée par les tissus musculaires et ne favorise donc pas l'augmentation de la masse musculaire ; souvent mise en avant par les sportifs elle s'avère être un « masquant médiatique » bien pratique pour dissimuler une prise d'anabolisants et justifier une augmentation suspecte de masse musculaire ;
- les hormones de croissance permettent d'optimiser le rapport poids/puissance musculaire en fonction des disciplines sportives (par exemple, un cycliste cherche à limiter sa prise de poids lors de prises répétés d'hormones de croissance) ;
- la grossesse aurait même été une méthode utilisée par certaines athlètes soviétiques et est-allemandes pour bénéficier du climat hormonal du début de grossesse. Ces jeunes sportives auraient ensuite subi une IVG après l'épreuve. En effet, en début de grossesse la masse sanguine augmente proportionnellement à la quantité globale d'hémoglobine et de plasma sanguin, ce qui aboutit à un meilleur transport d'oxygène par le sang sans modification de l'hématocrite. Les chercheurs [60] ont montré une augmentation de la volémie entre 40-50 % comparée aux femmes non enceintes. Ces auteurs relatent également une augmentation du volume de globules rouges qui cause une diminution d’hématocrite et d’hémoglobine qui peuvent entraîner à leur tours, une anémie de grossesse [60],[61],[62], relatent des adaptations inspiratoires dont, des modifications du volume pulmonaire et des mécanismes inspiratoires causées par l’élargissement de l’utérus. Toutefois il n'existe aucune preuve formelle que cette pratique ait réellement existé : la révélation de cette méthode lors d'une interview télévisée en 1994 de la gymnaste russe Olga Karasyova, championne olympique par équipe aux JO de 1968, est en effet démentie par cette gymnaste elle-même qui se bat depuis pour dénoncer ce « mythe des grossesses dopantes »[63].

### Oxygénation
Le salbutamol est très utilisé dans tous les sports : environ 70 % des sportifs des JO de Lillehammer, en 1994, avaient un certificat médical qui les autorisait à prendre ce médicament afin de soigner leur asthme, (de même que 87 % des sprinteurs aux JO d’Atlanta, alors qu’il n’y a que 2,7 % d’asthmatiques dans la population globale) ; on retrouve les mêmes proportions dans de nombreux autres sports, dont le cyclisme. Elle permet d'améliorer le passage de l'oxygène dans le sang, et donc d'en apporter plus aux muscles.
Le stage en altitude permet d'accroître le nombre de globules rouges dans le sang et, par conséquent, assure une meilleure oxygénation. Toutefois, cet effet bénéfique est perdu rapidement au retour à une altitude normale. Il est possible de prélever du sang au cours du séjour en altitude ou d'une cure d'EPO. Le sang est stocké jusqu'au déroulement des épreuves sportives. À ce moment-là, il est transfusé au sportif pour qu'il bénéficie à nouveau de l'avantage d'un plus grand nombre de globules rouges dans le sang. Une autre technique consiste à placer le sportif dans un caisson hypobare pour recréer artificiellement les conditions d'altitude et stimuler ainsi la production de globules rouges.
L'érythropoïétine (EPO) est une hormone naturelle stimulant la production de globules rouges, qui sont produits par la moelle osseuse. L'effet d'augmentation du nombre d'hématies se mesure par une élévation du taux d'hémoglobine et de l'hématocrite dans le sang. Une quantité élevée de transporteurs d'oxygène permet d'augmenter l'apport en O₂ aux tissus. L'inconvénient réside dans l'augmentation outrancière de l'hématocrite, pouvant provoquer des complications cardiovasculaires. Il a été intensivement utilisé dans le cyclisme – et probablement l'ensemble des sports d'endurance – dans les années 1990.
Les perfluorocarbures (PFC) sont des transporteurs d'oxygène qui n'augmentent pas l'hématocrite, mais ces produits sont très dangereux. Ils ont pourtant été utilisés par l'Équipe Festina.
L'hémoglobine animale modifiée commercialisée depuis 1998 n'augmente pas non plus l'hématocrite et présente l'avantage de fonctionner dès l'absorption sans augmenter la viscosité du sang. Cela ne diminue pas pour autant les risques d'œdèmes pulmonaires ou cérébraux et d'hémorragies graves.
La transfusion homologue consiste à transfuser le sang d'un donneur au groupe sanguin et rhésus compatibles. Cette méthode est facilement détectable et a été mise en place aux JO de 2004 à Athènes.
La transfusion autologue est basée sur le même principe que la transfusion homologue, mais utilise le sang de la personne dopée qui a été préalablement retiré et congelé en vue de son stockage. Il n'existe en 2007 pas de méthode de test permettant de déceler ce dopage. Le sang stocké nécessite un appareillage très lourd car il faut passer le sang dans une centrifugeuse afin d'éliminer le sérum du sang exploitable.
Le Nike Oregon Project, créé en 2001 à Portland, vise à regrouper des marathoniens américains à fort potentiel à Portland pour qu'ils vivent et s'entraînent dans un environnement parfaitement contrôlé et soient entraînés par Alberto Salazar. Le centre d'entraînement a de nombreux aspects scientifiques classiques, dont des régimes alimentaires complexes, des tests de consommation maximale d'oxygène et des capteurs Omegawave (en). D'autres aspects en sont nouveaux, notamment le fait que les sportifs vivent et dorment dans un environnement de caisson hypobare, artificiellement limité en oxygène, et ont accès à un caisson hyperbare pour la récupération entre les entraînements. Si ce n'est pas techniquement du dopage, le centre est quand même critiqué par l'agence mondiale antidopage parce qu'elle permet des conditions inatteignables en milieu naturel. Le projet est interrompu en octobre 2019, neuf jours après que Salazar a été condamné à une suspension de quatre ans pour trafic de produits dopants sans rapport avec le centre.
Dans certains sports, l'inhalation répétée de monoxyde de carbone est utilisée pour simuler les avantages d'un entraînement en altitude. Cette pratique est bannie par l'Union cycliste internationale en février 2025.

### Concentration
Amphétamines, alcool, bêta-bloquants sont utilisés pour vaincre le stress de la compétition ou augmenter la concentration du sportif, par exemple le propranolol.

### Douleur

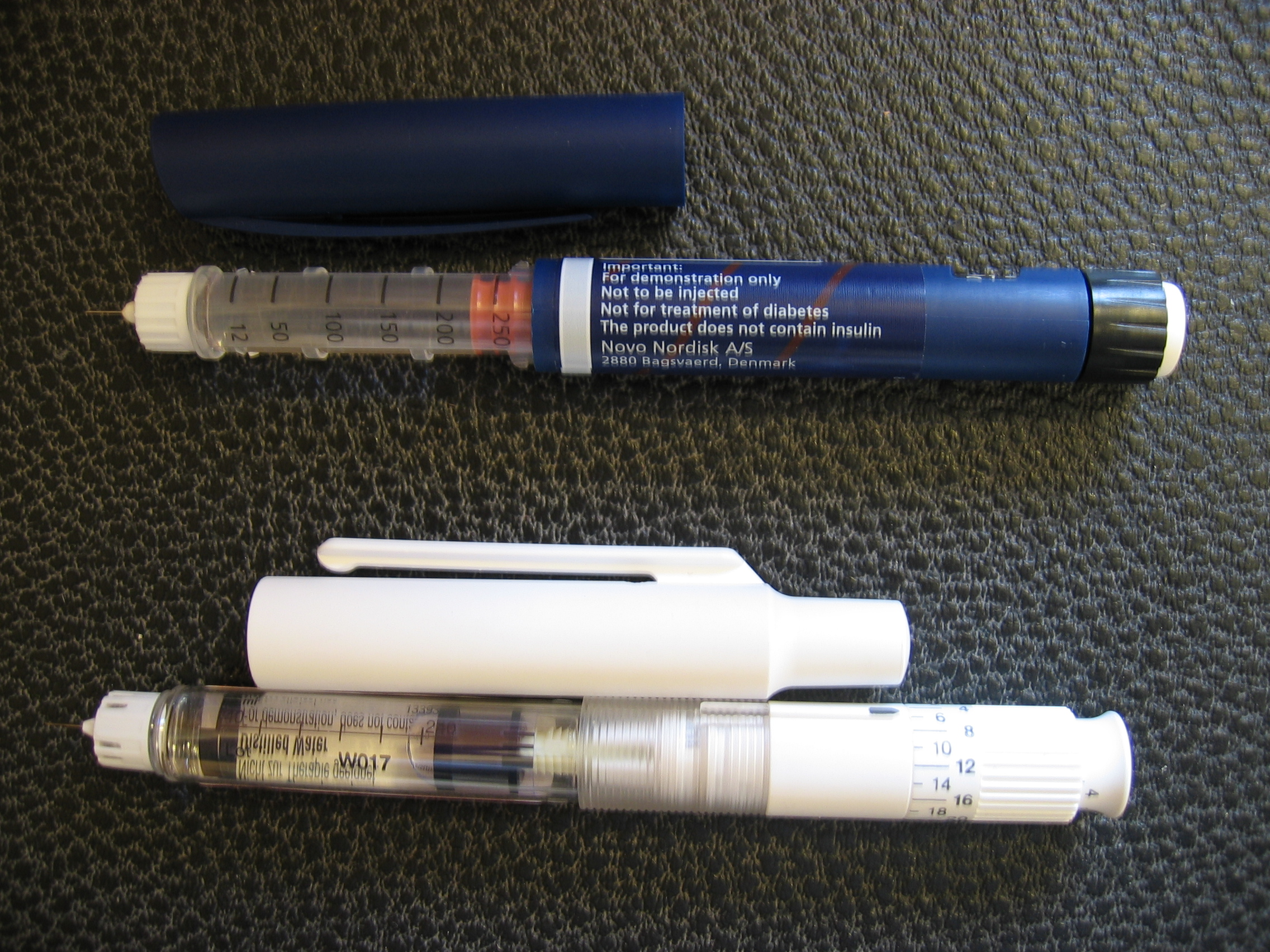
Stylo d'insuline.

C'est dans la classe des narcotiques que l'on trouve les produits pour oublier la douleur, certains produits comme l'héroïne faisaient partie du « pot belge ». Les substances interdites les plus connues sont l'héroïne, la morphine et la méthadone.
Pour vaincre la sensation de fatigue :
- les euphorisants (cocaïne, caféine, amphétamines, etc.) ;
- les antalgiques, les analeptiques cardio-respiratoires ;
- l'insuline.

### Produits contre le sommeil
L'usage militaire des amphétamines est bien connu, mais cet usage peut aussi être utile dans les disciplines demandant un important maintien de vigilance (Paris-Dakar, course de voile en solitaire…). Ils peuvent être associés aux benzodiazépines pour faciliter le sommeil après l'épreuve.
La caféine est considérée comme dopante jusqu'en mars 2004.

### Produits masquants
La Ventoline (salbutamol), outre ses vertus dopantes, masque les amphétamines.
Le probénécide, utilisé en thérapeutique comme urico-éliminateur, favorise l'élimination de nombreuses substances. Certains grands champions cyclistes (Pedro Delgado, leader du Tour de France en 1988) échappèrent à la sanction, car ce produit n'était pas interdit par leur fédération.
De plus, le Propecia, sert également à masquer la prise de stéroïdes. Cependant, sa véritable utilité est d'empêcher la chute de cheveux causée par la calvitie. Il a été prouvé que le gardien de but de la LNH (hockey), José Théodore, en prenait. Il avait cependant une autorisation d'un médecin et de la ligue.

### Alcool, drogue et compléments alimentaires
Certaines drogues sont également considérées d'un point de vue légal comme des produits dopants même si les bénéfices sur les capacités physiques sont nuls. C'est ainsi que certains sportifs sont positifs au contrôle antidopage après avoir fumé du cannabis. Même si la consommation en est interdite aux sportifs pour des raisons morales, leur effet relaxant peut, dans une certaine mesure, être dopant.
Pendant un temps, l'alcool a fait partie de la liste des produits interdits. Aujourd'hui, il n'est plus interdit que dans quelques sports avec un seuil de tolérance : aéronautique (0,20 g/l), automobile (0,10 g/l), boules (0,10 g/l), karaté (0,10 g/l), motocyclisme (0,10 g/l), motonautique (0,30 g/l), pentathlon moderne (0,10 g/l) pour les épreuves comprenant du tir, tir à l'arc (0,10 g/l).
Certains compléments alimentaires s'avèrent être dopants, sans que le sportif le sache, ce qui mène à des scandales réguliers.

### Nouveaux produits chimiques: un temps d'avance?
- Les cétones sont actuellement largement utilisés  pour améliorer les performances[76],[77],[78].

## Fréquence des méthodes dopantes
Les statistiques restent difficiles, la pratique étant souvent cachée. Elles reposent le plus souvent sur des questionnaires anonymes. Selon une étude publiée par l'Université d'Utrecht, combinant des questionnaires et des modèles de paramètres biologiques, le dopage sportif toucherait entre 14% et 39% des athlètes élites.
Les stéroïdes anabolisants auraient été utilisés par un à trois millions d'Américains. D'autres sondages montrent qu'entre 1 à 5 % des adolescents américains ont pris occasionnellement des stéroïdes dans un but de dopage. Ces chiffres peuvent dépasser 10 % dans certains types de population (utilisateurs de salles de sports allemands).
Un autre moyen indirect d'estimer l'importance de sa pratique est d'analyser les demandes individuelles de renseignements auprès d'organismes spécialisés dans l'information sur le dopage : en Suède, près d'un tiers des questions émanent de gymnastes à propos des stéroïdes.
Dans le cyclisme, un des rares sports où les contrôles sont fréquents, près de 1 000 coureurs professionnels ayant été impliqués dans des affaires de dopage ont été répertoriés.

### Dopage par sport
|                                          |                  |  |     |     |
| Culturisme                               | Culturisme       |  | 261 | 261 |
| Cyclisme                                 | Cyclisme         |  | 221 | 221 |
| Athlétisme                               | Athlétisme       |  | 193 | 193 |
| Force athlétique                         | Force athlétique |  | 164 | 164 |
| Haltérophilie                            | Haltérophilie    |  | 157 | 157 |
| Lutte                                    | Lutte            |  | 67  | 67  |
| Rugby                                    | Rugby            |  | 57  | 57  |
| Boxe                                     | Boxe             |  | 57  | 57  |
| Football                                 | Football         |  | 56  | 56  |
| Natation                                 | Natation         |  | 39  | 39  |
| Les dix sports les plus touchés en 2018. |                  |  |     |     |

Le nombre et le type de contrôles antidopage varie d'un sport à l'autre. Le cyclisme est la discipline la plus surveillée, alors que les sports collectifs sont généralement moins contrôlés.

#### Athlétisme
En 2012, les Kényans ont été les athlètes les plus contrôlés par la Fédération internationale d'athlétisme (IAAF). Ils ont subi 348 tests, soit 14,7 % du total des contrôles demandés par l'IAAF. Le deuxième pays le plus contrôlé est la Russie (336 tests, 14,2 % de l'ensemble). Suivent les États-Unis (222 tests, 9,4 %), l'Éthiopie (171 tests, 7,2 %) et la Jamaïque (126 tests, 5,3 %). Ces statistiques ne concernent que les contrôles demandés par l'IAAF et ne tiennent pas compte de ceux organisés par les fédérations nationales. L'IAAF précise également que son groupe cible comprenait 525 athlètes en 2012, sélectionnés à partir du Top 20 de chaque discipline.
En juillet 2015 un documentaire de la chaîne allemande ARD et un article de l'hebdomadaire anglais The Sunday Times indiquent que sur les analyses sanguines effectuées sur 5 000 athlètes, 800 sont jugées anormales. Les athlètes incriminés sont principalement originaires du Kenya et de Russie. Les championnes russes Mariya Savinova et Anastasia Bazdireva ont reconnu la prise d'hormones de croissance et d'anabolisants, tout comme la Kényane Rita Jeptoo contrôlée positive à l'EPO en septembre 2014. Vitaly Mutko, ministre russe des Sports, a toutefois réfuté toutes les accusations de dopage visant les athlètes russes malgré l'inquiétude de l'Agence mondiale antidopage

#### Cyclisme
Le Mouvement pour un cyclisme crédible alerte en 2019 sur la forte hausse des cas de dopage dans le cyclisme professionnel. Les cas de dopage sont au plus haut depuis au moins six ans, le cyclisme repasse ainsi du 13e au 5e rang des sports les plus cités dans les affaires de dopage.

#### Natation
L'Allemagne de l'Est a imposé à ses nageuses des produits dopants dans les années 70 (Barbara Krause, Birgit Meineke, Birgit Treiber, Kornelia Ender, ...).
Le Tunisien Oussama Mellouli a été contrôlé positif aux amphétamines le 30 novembre 2006. Une suspension de 18 mois lui est infligée.
En 2010 Frédéric Bousquet est contrôlé positif à la suite d'une substitution médicamenteuse et écope d'une suspension de deux mois.
En mai 2011, Cesar Cielo ainsi que 3 autres nageurs brésiliens contrôlés positifs à un diurétique interdit écope d'un simple avertissement par sa fédération. L'appel interjeté par la FINA auprès du TAS, mais il est rejeté, permettant au nageur de participer aux mondiaux de Shanghai.
Alors qu'ils n'étaient plus pratiqués aux championnats du monde de natation depuis 2006, la Fédération internationale de natation décide d'y réintroduire les contrôles sanguins en juillet 2011 afin de pouvoir détecter un dopage à l'EPO.
Bien qu'elle ait été contrôlée positive au meldonium, Yulya Efimova participe en 2016 aux Jeux Olympiques de Rio où elle fait l'objet de sifflets et de déclarations houleuses, notamment de Michael Phelps.
En 2018, Ryan Lochte écope d'une suspension de 14 mois pour avoir reçu une injection prohibée de "vitamines".
En 2020, le chinois Sun Yang est suspendu huit ans par le Tribunal Arbitral du Sport pour avoir détruit en 2018 des échantillons prélevés dans le cadre d'un contrôle antidopage. (Il a fait appel de cette décision.) Il avait déjà été suspendu trois mois par la fédération chinoise en 2014.

## Lutte contre le dopage
La lutte contre le dopage, menée notamment par l'Agence mondiale antidopage, est parfois qualifiée de partie intégrante de la War on Drugs, en particulier les ouvrages sur le sujet publiés au début des années 1990 juste après le scandale Ben Johnson.

### Méthode de détection du dopage
Le contrôle du dopage repose sur plusieurs méthodes mais les deux plus communes sont le contrôle direct qui permet de faire les mesures de substances dans le corps et le contrôle indirect avec les données du passeport biologique de l'athlète.

#### Le contrôle antidopage
Tout sportif qui participe à une compétition ou à une manifestation agréée par une fédération sportive peut être contrôlé, qu’il soit professionnel ou amateur. Les contrôles peuvent avoir lieu lors d’une compétition, avant le commencement de celle-ci ou lors de l’entrainement pour cette compétition ou manifestation. Le sportif est notifié pour se faire tester, et il dispose d’une heure pour se présenter au poste de contrôle muni d’une pièce d’identité.
Le sportif peut se rendre au contrôle seul ou accompagné d’un membre de sa famille. Il doit obligatoirement se présenter au contrôle. En cas de refus ou d’abstention, le sportif est sanctionné de la même façon que s’il était dopé.
Le contrôle est effectué par une personne spécialisée pour cette mission avec l’appui d’un délégué fédéral. Le contrôle consiste à chercher dans l’urine ou dans le sang du sportif les produits ou substances interdits. La liste des substances interdites est fixée par la communauté sportive internationale ou nationale en fonction du lieu de compétition. Les organisateurs prévoient des flacons scellés (A et B) qui permettent la rapidité du prélèvement. Le matériel de prélèvement est fourni et scellé par le préleveur. Afin de prévenir toute tentative de tricherie, la procédure de recueil d’urine se déroule toujours sous l’œil du préleveur. L’urine recueillie est répartie dans deux flacons scellés et codés.
Les prélèvements sont transmis à un département d’analyse comme celui de l'Agence française de lutte contre le dopage. La recherche de substances illégales est testée sur le flacon A. Le flacon B est stocké en vue d'une éventuelle contre-expertise. Les résultats sont transmis de manière confidentielle au président de la fédération concernée qui en informe le sportif.

#### Le passeport biologique de l’athlète (PBA)
L’objectif du passeport biologique est un suivi temporel de variables biologiques qui concernent les effets du dopage.
Il peut être intégré dans certains programmes d’antidopage, fournissant des informations qui peuvent être utilisées dans des activités de prévention de dopage comme les contrôles et lors des violations des règles d’antidopage. Ces dernières se résument par l'utilisation ou la tentative d’utilisation d’une substance ou d'une méthode interdites lors de compétitions. L’AMA ( American Medical Association) a pris en charge le développement du PBA, avec des mises à jour régulières sur celui-ci ainsi que son mode d’utilisation. Le PBA est devenu une méthode utile contre le dopage et a été intégrée dans de nombreux programmes contre celui-ci, avec pour résultat une hausse des résultats anormaux.

#### Test de féminité
De 1968 à 2000, le CIO impose un test de féminité aux sportives olympiques. En 2000, il supprime le test, vivement critiqué pour être à la fois dégradant et inefficace. Ces tests sont mis en place pendant la guerre froide à la demande d'Américains estimant que les femmes soviétiques ne sont pas assez féminines pour participer aux compétitions.

### Difficultés de la lutte contre le dopage
Les difficultés auxquelles se heurte aujourd’hui la lutte contre le dopage relèvent notamment de la nature des produits dopants et des modalités mêmes de la lutte contre le dopage.
En effet, l’Académie nationale de médecine indique que certaines substances utilisées comme produits dopants correspondent en fait à des substances naturellement présentes dans l’organisme comme l'EPO et l'hormone de croissance. En conséquence, la distinction entre l’origine endogène et exogène de ces produits, pour la plupart issus du génie génétique, est particulièrement difficile à établir. La détection du dopage par auto-transfusion pose un problème identique non encore résolu. A contrario, les accords conclus entre l'agence mondiale antidopage et la grande industrie pharmaceutique devraient permettre aux ONAD d’être informées précocement des molécules en phase d’étude clinique, dès lors qu’elles sont susceptibles d’avoir une influence positive sur la performance sportive.
Les firmes qui sponsorisent les athlètes jouent aussi un rôle. Ainsi Marion Jones, Marta Dominguez et Justin Gatlin ont continué d'être parrainés par l'entreprise Nike après avoir été suspendus pour dopage pour un temps.

#### Controverse sur les méthodes de lutte
Le dopage est considéré comme une faute morale individuelle et les efforts de prévention se tournent sur l'éthique plutôt que sur les conditions de production des performances.

### Défense des sportifs
Les sportifs accusés de dopage s'appuient le plus souvent sur une de six stratégies. La première est de renvoyer la faute sur un tiers, le plus souvent l'entraîneur ou le médecin de l'équipe, et de se présenter comme victime comme le fait par exemple Richard Virenque. La seconde est d'invoquer l'objectif de la performance et des records et de se présenter comme martyr ayant sacrifié son corps, quitte à prendre des produits dangereux, pour repousser les limites de son sport. La troisième consiste à faire passer le dopage comme un passage obligé de tous les sportifs de haut niveau et à argumenter que l'erreur est d'avoir été attrapé, dans un milieu où « tout le monde » est dopé. La cinquième stratégie est celle de la contrition, dans laquelle l'accusé réalise son erreur et se met ensuite à militer contre le dopage et à mener des actions de sensibilisation. Enfin, la dernière consiste à admettre le dopage et à l'expliquer par des valeurs morales comme la fidélité à l'équipe ou le respect de l'employeur.

### Controverse sur l'intérêt de combattre le dopage
Après l'affaire Festina, le président du Comité international olympique Juan Antonio Samaranch affirme dans El Mundo que la liste de produits dopants devrait être drastiquement réduite, estimant que les seuls produits dopants qui devraient être interdits sont ceux qui nuisent à la santé du sportif. À la même occasion, plusieurs sportifs dont Philippa York estiment que la fatigue et les blessures potentielles du sport de haut niveau ne sont pas forcément plus saines que le dopage en lui-même.
Pour l'économiste du sport Jean-François Bourg, le dopage est profondément lié au sport de haut niveau. La lutte contre le dopage est limitée à ce qui est nécessaire pour offrir l'image d'un sport "propre". Les racines du dopage sont à chercher dans l'état d'esprit des sociétés où la compétition est survalorisée (voir hybris), état d'esprit qui s'exprime, entre autres, dans le sport. Il s'agit d'un choix de société, moral, voire éthique.

## Couverture médiatique
Les journalistes sportifs tendent à travailler plus sur la personne dopée que sur la question plus globale du dopage, surtout pour les affaires originales ou touchant des sportifs connus du grand public : ils accordent peu d'importance, par exemple, à la façon dont les contrôles anti-dopages peuvent biaiser la lutte contre la pratique.
Les tensions internes tendent à s'effacer devant les attaques extérieures. En 1998, les équipes cyclistes qui ne sont pas accusées de dopage défendent néanmoins les équipes Festina et TVM, s'opposant à leur exclusion.

## Cas célèbres et aspects juridiques
Dopage infantile
Durant les Jeux Olympiques d’hiver de Pékin 2022, l'athlète Kamila Valieva a été au cœur d'un scandale de dopage à la trimétazidine. Cette substance interdite a été détectée en quantité infime dans son organisme lors d'un contrôle positif fin 2021. Malgré les affirmations de Valieva sur une contamination par le biais des couverts partagés avec son grand-père, traité avec cette substance médicamenteuse, le Tribunal Arbitral du Sport (TAS) l'a jugée coupable de violation des règles antidopage.
« Une infraction criminelle ».
Le Tribunal Arbitral du Sport (TAS) a rendu son verdict le 29 janvier 2024. Il a conclu que Valieva avait enfreint les règles antidopage, bien que n'ayant pas pu prouver de manière convaincante qu'elle n'avait pas consommé intentionnellement la substance. Initialement exemptée de sanctions par l'Agence Antidopage Russe (RUSADA) pour absence de faute ou de négligence, elle est maintenant suspendue et disqualifiée rétroactivement pour une période rétroactive de quatre ans à partir du 25 décembre 2021, date du prélèvement conformément à l'article 10.10 des règles antidopage de l'ISU et 12.10 des règles antidopage de la RUS. Cette sanction la prive de toute compétition, y compris des Jeux Olympiques de 2022 et 2024, en raison de son contrôle positif à la trimétazidine. La Russie a vivement critiqué cette décision, la qualifiant de politique ; Le Comité olympique russe a exprimé sa frustration, déclarant qu'il était impossible de compter sur l'objectivité du TAS.
Quant à l'AMA, elle a salué la suspension et encouragé une législation plus stricte contre le dopage des mineurs. Elle souligne la nécessité de punir sévèrement les adultes fournissant des substances dopantes aux mineurs. L'AMA encourage les gouvernements à envisager de criminaliser le dopage des mineurs.
Réforme de l'ISU sur l'âge minimum pour concourir chez les seniors
À la suite de cet incident, l'International Skating Union (ISU) a décidé de relever l'âge minimum pour concourir chez les seniors à 17 ans. Cette réforme, approuvée lors du Congrès de l’ISU à Phuket, intervient après le scandale de dopage impliquant Kamila Valieva. Le président de la fédération, Jan Dijkema, a qualifié cette décision d'historique.
Une étude de l'AMA, intitulée "Opération Refuge", publiée le 24 janvier 2024, met en lumière les traumatismes et l'isolement vécus par de nombreux enfants sportifs pour donner suite à un contrôle antidopage positif, recommandant un renforcement de l'éducation et des politiques spécifiques pour les mineurs; une analyse approfondie comprenant de vastes observations du dopage chez les mineurs dans le sport. Le rapport décrit en détail le profond traumatisme et l'isolement que subissent de nombreux enfants sportifs à la suite d'un contrôle antidopage positif. Le rapport recommande de mettre davantage l'accent sur l'éducation et la mise en place de politiques et de procédures spécifiques pour les mineurs
Possibilité de recours et conséquences non tranchées
Malgré la suspension de Valieva, l'affaire n'est pas encore terminée. Elle a la possibilité de saisir le tribunal fédéral suisse sous trente jours, mais uniquement pour des motifs juridiques limités. De plus, le TAS n'a pas encore tranché sur les conséquences de sa disqualification rétroactive, notamment concernant la cérémonie de remise des médailles de l’épreuve par équipes remportée avant la révélation de son contrôle positif notamment sa médaille olympique.
Nouvelle suspension
La Fédération française d'escrime a annoncé vendredi 9 février qu'elle la suspendait provisoirement pour donner suite à un contrôle antidopage positif effectué le 14 janvier. L’instance explique avoir été informée par l’Agence de contrôles internationale (ITA, International Testing Agency) mandatée par la Fédération internationale d’escrime (FIE) pour réaliser les contrôles antidopage que la tireuse avait « fait l’objet le 14 janvier (…) d’un contrôle ayant produit un résultat d’analyse anormal ».  
La fleurettiste, championne du monde 2022 en individuel, affirme qu'elle n'a jamais pris de substance interdite et qu'elle compte se défendre. Elle avait participé à la Coupe du monde de Paris, où la France avait décroché la deuxième place et la qualification pour les JO.
La tireuse de 32 ans, vice-championne olympique à Tokyo par équipes, est l'une des figures de proue de l'escrime tricolore depuis plusieurs années. Elle a accumulé les médailles dans les grandes compétitions depuis 2012, dont l'argent mondial en 2018 et le bronze en 2017. Elle rêve de briller sous la coupole du Grand Palais à Paris dans moins de six mois pour les Jeux olympiques. Mais son rêve est aujourd'hui menacé par ce résultat d'analyse anormal, qu'elle qualifie d'incompréhensible. Elle dit avoir été sidérée par cette nouvelle et se lance dans un combat pour prouver son innocence et pouvoir participer au plus beau tournoi de sa carrière.

### Droit international

#### Cadre général
Le principe est à l’interdiction du dopage.
Au niveau international, l’Agence Mondiale Antidopage (AMA) est l’autorité internationale et indépendante chargée de promouvoir, coordonner et superviser la lutte contre le dopage dans toutes les disciplines sportives. C’est dans le cadre de l’AMA qu’est élaboré le Code mondial antidopage en 2003. Il s’agit d’un document visant à harmoniser l’ensemble des règles et principes en matière de lutte contre le dopage au sein des organisations sportives et des Etats. Entré en vigueur au 1er janvier 2004, c’est aujourd’hui environ 700 organisations sportives qui ont accepté et signé le Code mondial antidopage.
Le Code mondial antidopage pose notamment une définition commune du dopage en son article premier. Le dopage renvoie à « une ou plusieurs violations des règles antidopage énoncées aux articles 2.1 à 2.11 du Code ». Or, ces derniers articles consacrent une conception objective du dopage. Cela signifie plus précisément qu’il n’est pas nécessaire que le dopage soit intentionnel, il suffit qu’une substance interdite soit présente dans les analyses du sportif pour considérer que l’infraction de dopage est caractérisée. Il n’est donc pas nécessaire de démontrer l’intention, la faute, la négligence ou l’usage conscient de la part du sportif pour établir la violation des dispositions antidopage.
En dehors du recours à des substances ou méthodes interdites, d’autres comportements constituent une violation des règles antidopage. Tel est le cas de la tentative d’usage d’une substance ou méthode interdite, de la possession de méthodes ou produits interdits, du trafic ou tentative de trafic de ces méthodes et produits, du refus de se soumettre à une analyse antidopage, de la falsification ou tentative de falsification des analyses… (ces infractions sont listées aux articles 2.2 à 2.10 du Code mondial antidopage).
Le Code mondial antidopage est accompagné de standards internationaux qui permettent de préciser certaines de ses dispositions. Ces standards sont les suivants :
- la liste des interdictions : qui distingue les substances et méthodes interdites de celles qui ne le sont pas en fonction de leur usage en compétition ou hors compétition
- les autorisations d’usage à des fins thérapeutiques (AUT) : qui permettent à un sportif d’obtenir l’autorisation d’utiliser une substance ou méthode figurant dans la liste des interdictions lorsque l’état de santé du sportif le justifie
- le standard international pour les contrôles et les enquêtes (SICE) : qui planifie des contrôles efficaces et préserve l’intégrité et l’identité des échantillons prélevés pour analyse jusqu’à leur livraison au laboratoire pour analyse
- le standard pour les laboratoires (SIL) : qui assure la validité des résultats d’analyses et harmonise les modalités d’obtention et de rendu des résultats d’analyses par les différents laboratoires accrédités
- Le standard international pour la protection des renseignements personnels (SIPRP) : vise à garantir que  les organisations antidopage protègent les renseignements personnels qu’elles traitent afin de préserver le droit à la vie privée
- Le standard international pour la conformité au Code des signataires (SICCS) : assure l’application des programmes et règles antidopage dans tous les pays et tous les ports afin que les sportifs concourent dans un contexte équitable
- Le standard international pour l’éducation (SIE) : instaure des normes visant à aider à mettre en place des programmes d’éducation efficaces contre le dopage
- Le standard international pour la gestion des résultats (SIGR) : énonce les principes et obligations fondamentales des organisations antidopage en matière de gestion des résultats
Si le Code mondial antidopage et les standards internationaux doivent obligatoirement être respectés par les signataires du Code, leur application n’a pas d’effet direct. Les organisations sportives devront donc adopter de nouvelles règles ou modifier leur règlement afin de s’assurer du respect des dispositions contenues dans le Code.
Cependant, certains Etats ont pu également accepter de respecter les règles édictées par le Code mondial antidopage (en signant la Déclaration de Copenhague de 2003), sauf que les textes de l’AMA étant de caractère privé, ceux-ci ne peuvent avoir de force contraignante pour un Etat. C’est ainsi que la convention internationale contre le dopage dans le sport a été adoptée le 19 octobre 2005, afin de permettre aux Etats d’incorporer les principes du Code mondial antidopage dans leur législation. L’article 3 de la convention stipule dès lors que les Etats doivent « adopter des mesures appropriées aux niveaux national et international qui soient conformes aux principes énoncés dans le Code ».

#### Répression et contrôles antidopage
Les sportifs peuvent être soumis à des contrôles antidopage qu’ils participent ou non à une compétition sportive.
Pour les manifestations sportives internationales, le Code mondial antidopage prévoit que ce sont les fédérations sportives internationales qui sont compétentes pour réaliser les contrôles antidopage. Par exception, l’organisation sportive du pays dans lequel se déroule la compétition sportive peut tout de même demander l’autorisation d’effectuer des contrôles antidopage.
Pour les manifestations sportives nationales, c’est à l’organisation antidopage nationale que revient l’organisation des contrôles antidopage.
Il est également à noter que, dans le cadre particulier des contrôles hors compétition, le Code mondial antidopage dispose que ceux-ci sont réalisés par les organisations sportives internationales ou nationales et sont coordonnés à travers le système ADAMS de l’AMA.
En cas de résultat positif au contrôle, le Code mondial antidopage prévoit une double répression du dopage, plus exactement une répression à la fois sportive et disciplinaire. Les pénalités sportives visent notamment à rétablir l’égalité entre les sportifs en retirant au sportif convaincu de dopage sa position au classement, ses médailles, ses titres, etc. Les sanctions disciplinaires ont, quant à elles, un objectif purement punitif. Il peut s’agir de suspensions de participation aux compétitions ou de sanctions financières. Ces dernières sanctions ne sont pas systématiques et peuvent être amoindries si le sportif rapporte la preuve de son absence de faute, de négligence de sa part, ou s’il apporte une aide substantielle dans la détermination d’infraction aux règles antidopage. A l’inverse, elles peuvent être renforcées en cas de circonstances aggravantes. Enfin, il faut savoir qu’une sanction pénale peut compléter la répression du dopage au niveau national.
Le prononcé des sanctions sportives et disciplinaires revient en principe à l’organisation qui a effectué le contrôle. Toutefois, cette organisation ne dispose pas toujours de la compétence qui est alors exercée par les fédérations sportives nationales.
En cas de sanctions sportives et disciplinaires prononcées pour des faits de dopage commis hors compétition ou lors d’une compétition internationale, les sportifs peuvent contester celles-ci devant le Tribunal Arbitral du Sport (TAS). Depuis le 1er janvier 2019, les litiges en matière de dopage sont présentés devant une chambre spécifique du TAS : la chambre antidopage.  

### En France

#### Définition juridique du dopage
Afin de considérer si un sportif se dope, il convient de se référer à l’article L. 232-9 du Code du sport qui, conformément au Code mondial antidopage, retient une conception objective du dopage (voir supra). L’Agence Française de Lutte contre le Dopage (AFLD) est chargée d’effectuer des contrôles antidopage lors de compétition ou hors compétition afin de vérifier si des sportifs se sont ou non dopés. Si tel est le cas, cela peut donner lieu à des sanctions.

#### Sanctions du sportif dopé
Depuis 1989, l’usage de produits dopants est dépénalisé. En revanche, le trafic et la détention de ces produits sont pénalement réprimés. L’article L. 232-26 du Code du sport prévoit que si un sportif détient, sans raison médicale dûment justifiée, une ou des substances interdites fixées par arrêté du Ministre des sports, il encourt un an d’emprisonnement et 2 750 euros d’amende. En plus des sanctions pénales, le sportif dopé risque également d’être confronté à une double répression (sportive et disciplinaire), et ce, conformément au Code mondial antidopage.

#### Évolution de la législation antidopage

##### ᛫Loi Mazeaud du 1er juin 1965
La loi Mazeaud fut la première grande loi antidopage en France qui pénalisait à l’époque l’usage de produits dopants. Elle définissait le dopage de la manière suivante : "Quiconque aura en vue ou au cours d’une compétition sportive, utilisé sciemment l’une des substances déterminées par le règlement d’administration publique, qui sont destinées à accroître artificiellement et passagèrement ses possibilités physiques et sont susceptibles de nuire à sa santé”. Elle retient donc une conception subjective du dopage puisqu’il est nécessaire que le sportif ait eu l’intention d’utiliser des produits dopants. Cette définition fera par la suite l’objet d’une modification puisque désormais l’intention n’est plus une condition pour sanctionner le sportif. Toutefois, seul l’Etat décide et agit dans ce domaine, les fédérations sportives étant dans premier temps écartées. L’Etat va progressivement associer les fédérations sportives à son action.

##### ᛫Loi Bambuck du 28 juin 1989
Elle a supprimé les poursuites pénales des sportifs en cas d’usage de produits dopants. C’est également cette loi qui a introduit, en application du Code mondial antidopage, la sanction du dopage non-intentionnel. Elle prévoit en outre que des contrôles inopinés seront organisés afin de lutter efficacement contre le dopage.

##### ᛫Loi du 24 mars 1999
Elle a créé le Conseil de prévention et de lutte contre le dopage qui veille à l’effectivité de la lutte contre le dopage et des Antennes médicales de lutte contre le dopage, devenues Antennes médicales de prévention et de lutte contre le dopage qui prend en charge les sportifs qui ont eu recours à des pratiques dopantes.
Elle maintient le fait que ce sont les fédérations qui prononcent les sanctions sportives contre un sportif dopé.

##### ᛫Loi du 3 juillet 2008
Elle consacre un délit de détention de produits dopants concernant spécifiquement le sportif à l'article L.232-9 du Code du sport. En effet, le sportif était considéré auparavant comme une victime, alors que désormais la détention de produits dopants est un délit dont il peut se rendre coupable. Cette loi pénalise par la même occasion le trafic de produits dopants.

##### ᛫L’ordonnance du 21 avril 2021
Elle prévoit que les sanctions encourues dans le cadre de la lutte antidopage peuvent être modulées afin qu’elles soient adaptées aux faits reprochés. A titre d’exemple, les suspensions normatives étaient de deux ans, peu importe les faits qui étaient reprochés au sportif, alors que depuis 2021, elles peuvent être modulées de zéro à quatre ans selon les circonstances aggravantes ou atténuantes de l’affaire.
Elle ajoute que l’AFLD dispose davantage de pouvoirs d’enquête puisqu’elle peut désormais procéder à des auditions avant d’engager des procédures disciplinaires, accéder à des locaux professionnels et sportifs et utiliser une identité d’emprunt sur internet.

##### •Les Jeux Olympiques et Paralympiques de 2024: la mise en place du test génétique
Dans le cadre de l’organisation des Jeux Olympiques de Paris de 2024, la question de la lutte contre le dopage s’est posée. L’article 5 de la loi relative aux Jeux Olympiques et Paralympiques a été adopté en conséquence. Cet article prévoit que le recours aux tests génétiques va être généralisé afin de lutter contre le dopage (comparaison d'empreintes génétiques et examen de caractéristiques génétiques).
En effet, il existe certains traitements qui peuvent avoir pour conséquences de modifier des cellules génétiques. Ils permettent, en principe, de traiter certaines maladies comme certains cancers ou la myopathie. Toutefois, certains scientifiques considèrent que leur usage a été détourné et qu’il est probable que certains sportifs les utilisent pour améliorer leurs performances physiques puisque la transformation de certains gènes permet d’augmenter le nombre de protéines ou leur qualité.
Les scientifiques ne connaissent pas les effets à long terme de la prise de ces traitements par les sportifs. Cependant, le dopage génétique figure sur la liste des processus interdits depuis vingt ans. Or, il était impossible jusqu'alors de détecter la présence d’une telle mutation ou la prise de tels traitements avec les tests habituellement pratiqués par le Laboratoire Antidopage Français (LADF). En effet, seuls les tests génétiques le peuvent. C’est donc pour cette raison que le parlement français a décidé de rendre possible les tests génétiques notamment dans le cadre des Jeux Olympiques et Paralympiques.

## Dopage en dehors du sport
Le dopage existe aussi en dehors du milieu sportif. Il s'agit alors d'une consommation de substance à des fins de performance, parfois appelée conduite dopante.

#### Travaux académiques et ouvrages grand public
- Alain Ehrenberg, Le Culte de la performance, Calmann-Lévy, 1991
- Jean-Pierre de Mondenard, Dictionnaire du dopage : substances, procédés, conduites, Éditions Masson, 2004, 1138 p.  (ISBN 2-294-00714-X)
- Patrick Laure, Le Dopage, Presses universitaires de France, 1995
- L’Éthique du sport en débat. Dopage, violence, spectacle, Philippe Liotard, Suzanne Laberge, Joël Monzée (dir.) Éthique publique, Montréal, Québec, numéro spécial, vol. 7, no 2, automne 2005.
- Gerhardt Treutlein & Jacques Gleyse STAPS, Spécial Sport et dopage, 70, 2005/4, De Boeck Supérieur  (ISBN 2804149242).
- Christophe Brissonneau, Olivier Aubel, Fabien Ohl, L'épreuve du dopage. Sociologie du cyclisme professionnel, Presses universitaires de France, coll. « Le lien social », 2008, 304 p.
- Jean-Noël Missa avec Pascal Nouvel, Philosophie du dopage, Presses universitaires de France, 2011  (ISBN 2130584381).
- Julie Demeslay, L'institution mondiale du dopage. Sociologie d'un processus d'harmonisation, Éditions Pétra, coll « Pragmatismes », 2013.
- Jean-François Bourg et Jean-Jacques Gouguet, La société dopée. Peut-on lutter contre le dopage sportif dans une société de marché ?, Seuil, 2017
- Jean-François Bourg, Le dopage, La Découverte, 2019
- (en) Rob Beamish et Ian Ritchie (préf. Jennifer Hargreaves et Ian McDonald), Fastest, highest, strongest : A critique of high-performance sport, Routledge et université de Brighton, 2006 (ISBN 978-0-415-77042-2, lire en ligne).

#### Filmographie
- Sport : le revers de la médaille, documentaire de Xavier Deleu et Yonathan Kellerman, 91 minutes (diffusé sur Arte le 10 juin 2014)
- 2014 : La Petite Reine
- 2014 : Terre battue

#### Témoignages
- Daniel Baal, Droit dans le mur. Le cyclisme mis en examen, Éditions Glénat, 1999
- Erwann Menthéour, Secret défonce. Ma vérité sur le dopage, J.-C. Lattès, 1999
- José Touré, Prolongations d'enfer, Jean-Claude Lattès, 1998
- Willy Voet, Massacre à la chaîne. Révélations sur 30 ans de tricheries, Calmann-Lévy, 1999

#### Bases de données et dictionnaires
- Ressource relative au sport :   - Enciclopèdia de l'Esport Català
- Ressource relative à la santé :   - Medical Subject Headings
- Ressource relative à l'audiovisuel :   - France 24
- Notices dans des dictionnaires ou encyclopédies généralistes :   - Britannica
  - Brockhaus
  - Den Store Danske Encyklopædi
  - Enciclopedia De Agostini
  - Gran Enciclopèdia Catalana
  - Universalis
  - Visuotinė lietuvių enciklopedija
- Notices d'autorité :   - BnF (données)
  - LCCN
  - GND
  - Israël
  - Tchéquie